# Економіка Домініки
Домініка є типовою сільськогосподарською країною, основною культурою є банан.

Прапор Домініки

Географічне положення Домініки

## Сільське господарство
У сільському господарстві, яке є основою економіки Домініки, зайнято 40 % працездатного населення. Вирощуються цукор, тютюн, цитрусові, какао, банани, кокоси, різні спеції . Після сільського господарства далі по значущості йдуть туризм, офшорний сектор послуг (реєстрація безподаткових компаній — класичних офшорів), банківський сектор фінансових послуг, продаж громадянства за інвестиції.

## Промисловість
Основною галуззю промисловості країни є видобуток пемзи і вапняку. Є підприємства з виробництва мила, меблів, цементу, взуття та інших споживчих товарів. Розвинена також харчова промисловість (виробництво фруктових соків, рому, кокосової олії), рибальство, кустарні промисли, виробництво сигар, ефірних олій, копри.
Головні статті експорту: банани (50 %), мило, лаврова олія, овочі, грейпфрути, апельсини, лайм. Експорт становить 74 млн доларів. Основні експортери: Велика Британія, Ямайка, Антигуа і Барбуда, Гаяна. Імпорт: 234 млн доларів. Статті імпорту: машини й устаткування, продовольство і хімікати.
Понад половину електроенергії виробляється гідроенергетикою (найбільша станція — ГЕС Трафальгар), решта — на ТЕС.

## Транспорт
У Домінікані немає єдиної державної транспортної мережі . Муніципальні автобуси ходять нерегулярно і непередбачувано . Краще розраховувати на автобуси великих компаній, вони дотримуються розкладу. Працюють кілька приватних компаній, які пускають щодня автобуси по основним дорогам між усіма містами, великими населеними пунктами і курортами.

### Автодороги
всього — 780 км, у тому числі:
- з твердим покриттям — 393 км
- без твердого покриття — 387

### Аеропорти
Всього 2 міжнародні аеропорти: Мелвілл-Холл на півночі і Кейнфілд (поблизу Розо).

### Водний транспорт
всього судів — 48 водотоннажністю 634,688 грт / 1,100,558 дедвейт
- балкери — 6
- суховантажі — 24
- хімічні танкери — 4
- контейнеровози — 2
- нафтові танкери — 6
- рефріжіратора — 4
- ролкери — 1
- перевізники автомобілів — 1

## Туризм
Іноземний туризм в Домініці становить 36 млн дол на рік . У 2002 р. острів відвідало 67 тис. туристів. Його розвиток стримується недоліком пляжів, обривистими берегами .
Основні види туризму: морський оздоровчий (найкращий — на північному заході острова), дайвінг (затока Суфриер), трекінг, круїзний, екологічний (відвідування парків і слухання птахів), спостереження за китами і дельфінами (західний берег) .
Головні об'єкти туризму: національний парк « Труа Пітон» з дикою фауною і джунглями ; гаряче озеро Бойлінг -Лейк з сірчаним гейзером ; подвійний водоспад в Трафальгар і водоспад Емералд — Пул ; морські пляжі з вулканічним чорним піском на північному сході (Хемпсітд, Калібіші, Лондондеррі -Бей), північному заході (затока Прінс- Руперт) і південному заході (затока Суфриер -Бей) ; руїни Форт- Шелі на півночі острова ; колоніальна архітектура Розо ; всесвітній фестиваль креольської музики у жовтні; завод з виробництва рому Макушері .
У 1997 році уряд підписав угоду з Green Globe, програмою екологічної сертифікації Всесвітньої Ради з подорожей і туризму, з метою розвитку острова як « зразкового напрямку екологічного туризму». Трирічна програма забезпечила проведення технічної експертизи екологічного управління, а також продаж турів в Домініку через спеціалізовані туристичні фірми .
Уряд всіляко заохочує інвестиції в туріндустрію, такі як будівництво нових готелів, також вкладає значні інвестиції, наприклад, в інфраструктуру з прийому круїзних суден. Новий круїзний причал в затоці Принца Руперта, близько Портсмута, різко збільшив число заходіть туди судів і відкрив нові суттєві, пов'язані з туризмом, можливості депресивного Портсмуту . У 2012 році Домініку відвідало приблизно 360 тисяч іноземців, в тому числі 69 росіян, з яких чисто туристів — приблизно 80 000 , більшість же інших — це пасажири круїзних суден. У 2011 році доходи від туризму досягли US $ 111 мільйонів .